# Phytocoris roseipennis
Phytocoris roseipennis är en insektsart som beskrevs av Knight 1934. Phytocoris roseipennis ingår i släktet Phytocoris och familjen ängsskinnbaggar. Inga underarter finns listade i Catalogue of Life.